# Русбах-ам-Пас-Гшютт
Русбах-ам-Пас-Гшютт —  містечко та громада в австрійській землі Зальцбург. Містечко належить округу Галлайн.